# Jeison Murillo
Jeison Fabián Murillo Cerón (Cali, 27 maggio 1992) è un calciatore colombiano, difensore dell'Al-Shamal.

## Caratteristiche tecniche
Difensore centrale dotato di buona tecnica, è capace di giocare sia nella difesa a 4 che a 3. È forte di testa e dotato di atletismo e personalità. Il direttore sportivo dell'Inter Piero Ausilio lo ha paragonato, per caratteristiche, a Iván Ramiro Córdoba.

## Carriera

### Club

#### Inizi
Cresciuto nelle giovanili del Deportivo Cali, viene prelevato dall'Udinese che lo cede poi alle giovanili del Granada, altra società della famiglia Pozzo. Dopo due anni in prestito al Cadice prima e al Las Palmas poi, dove debutta nel calcio professionistico, torna al Granada nel 2013, con cui debutta nella Liga. Gioca titolare a partire dalla stagione 2013-2014, collezionando 32 presenze. La sua consacrazione avviene il 12 aprile 2014, quando riesce a erigere una diga contro Lionel Messi nella vittoria per 1-0 contro il Barcellona. Nella stagione 2014-2015 disputa soltanto diciannove partite in Liga, bloccato da un'artrite con edema osseo al piede destro.

#### Inter
Il 3 luglio 2015, dopo essere stato bloccato a gennaio, viene ufficializzato il suo passaggio all'Inter di Roberto Mancini per 8 milioni di euro e 1 ulteriore milione di bonus. Esordisce in Serie A il 23 agosto, nella partita con l'Atalanta vinta 1-0. Segna il primo gol tre mesi dopo, nel 4-0 con il Frosinone. È stato il calciatore più espulso del campionato 2015-16, con 3 cartellini rossi a suo carico. Il 17 gennaio 2017 realizza, con una rovesciata, la prima rete in Coppa Italia contro il Bologna (battuto 3-2).

#### Valencia e Barcellona
Il 18 agosto 2017 viene annunciato il suo trasferimento, in prestito biennale con obbligo di riscatto, al Valencia. Esordisce con gli iberici il 27 agosto successivo, nel match di campionato contro il Real Madrid. Il 18 agosto 2018 viene riscattato dal club spagnolo per 13 milioni di euro. Il 19 settembre il colombiano fa il suo esordio in Champions League: il match, svoltosi contro la Juventus, lo vede protagonista di un diverbio con il portoghese Cristiano Ronaldo, che riceve il cartellino rosso per aver dato un calcetto e tirato i capelli allo stesso Murillo.
Il 20 dicembre 2018 viene ufficializzato il suo passaggio in prestito al Barcellona; l'accordo prevede un'opzione di riscatto pari a 25 milioni di euro. Ha esordito con i catalani il 10 gennaio 2019, disputando il match di coppa del Re contro il Levante.

#### Sampdoria e prestito al Celta Vigo
Il 13 luglio 2019 viene ufficializzato il suo passaggio in prestito con obbligo di riscatto alla Sampdoria, con cui firma un contratto quadriennale. Inizialmente titolare, non rende all'altezza e dopo poche partite perde il posto dall'undici iniziale, tanto che viene riscattato anticipatamente dai blucerchiati ed il 15 gennaio 2020 passa in prestito con diritto di riscatto al Celta Vigo. Nel Celta è titolare sin da subito, e a fine stagione (in cui ha realizzato un gol nel successo per 6-0 contro l'Alavés), precisamente il 16 settembre 2020, il prestito viene prolungato.
Tornato alla Sampdoria, gioca una partita di Coppa Italia e il 31 agosto 2021 torna al Celta Vigo in prestito con opzione di riscatto.
A fine prestito torna nuovamente a Genova, e questa volta ci resta per una stagione, al termine del quale la Samp retrocede e lui rescinde il proprio contratto coi blucerchiati.

#### Al-Shamal
Il 28 luglio 2023 viene tesserato dai qatarioti dell'Al-Shamal.

### Nazionale
Nel 2009 ha partecipato al Mondiale Under-17 in Nigeria e nel 2011 ha giocato quattro partite al Mondiale Under-20 disputato in casa.
Ha ricevuto per la prima volta la convocazione da José Néstor Pekerman nella nazionale colombiana il 3 ottobre 2014 per le amichevoli contro El Salvador e Canada, nelle quali ha debuttato da titolare disputando delle buone partite.
Il 18 giugno 2015, nella seconda partita di Copa América contro il Brasile, ha segnato il suo primo gol in Nazionale, permettendo ai Cafeteros di battere la Seleção per 1-0. Con quattro presenze e un gol viene premiato come miglior giovane della competizione. Le ottime prestazioni gli valgono il soprannome La Muralla (in italiano la muraglia).
Viene convocato per la Copa América Centenario negli Stati Uniti, conquistando poi la medaglia di bronzo battendo i padroni di casa nella finale per il terzo posto.

## Statistiche

### Presenze e reti nei club
Statistiche aggiornate al 1º gennaio 2025.
| Stagione          | Squadra           | Campionato        | Campionato | Campionato | Coppe nazionali | Coppe nazionali | Coppe nazionali | Coppe continentali | Coppe continentali | Coppe continentali | Altre coppe | Altre coppe | Altre coppe | Totale | Totale |
| Stagione          | Squadra           | Comp              | Pres       | Reti       | Comp            | Pres            | Reti            | Comp               | Pres               | Reti               | Comp        | Pres        | Reti        | Pres   | Reti   |
| ----------------- | ----------------- | ----------------- | ---------- | ---------- | --------------- | --------------- | --------------- | ------------------ | ------------------ | ------------------ | ----------- | ----------- | ----------- | ------ | ------ |
| 2010-2011         | Granada B         | SDB               | 22         | 2          | -               | -               | -               | -                  | -                  | -                  | -           | -           | -           | 22     | 2      |
| 2011-2012         | Cadice            | TD                | 27+6       | 3+0        | CR              | 2               | 0               | -                  | -                  | -                  | -           | -           | -           | 35     | 3      |
| 2012-2013         | Las Palmas        | SD                | 36+1       | 3+0        | CR              | 4               | 1               | -                  | -                  | -                  | -           | -           | -           | 41     | 4      |
| 2013-2014         | Granada           | PD                | 32         | 1          | CR              | 2               | 0               | -                  | -                  | -                  | -           | -           | -           | 34     | 1      |
| 2014-2015         | Granada           | PD                | 19         | 0          | CR              | 0               | 0               | -                  | -                  | -                  | -           | -           | -           | 19     | 0      |
| Totale Granada    | Totale Granada    | Totale Granada    | 51         | 1          |                 | 2               | 0               |                    | -                  | -                  |             | -           | -           | 53     | 1      |
| 2015-2016         | Inter             | A                 | 34         | 2          | CI              | 1               | 0               | -                  | -                  | -                  | -           | -           | -           | 35     | 2      |
| 2016-2017         | Inter             | A                 | 27         | 0          | CI              | 2               | 1               | UEL                | 5                  | 0                  | -           | -           | -           | 34     | 1      |
| Totale Inter      | Totale Inter      | Totale Inter      | 61         | 2          |                 | 3               | 1               |                    | 5                  | 0                  |             | -           | -           | 69     | 3      |
| 2017-2018         | Valencia          | PD                | 17         | 0          | CR              | 0               | 0               | -                  | -                  | -                  | -           | -           | -           | 17     | 0      |
| 2018-gen. 2019    | Valencia          | PD                | 1          | 0          | CR              | 1               | 0               | UCL                | 1                  | 0                  | -           | -           | -           | 3      | 0      |
| Totale Valencia   | Totale Valencia   | Totale Valencia   | 18         | 0          |                 | 1               | 0               |                    | 1                  | 0                  |             | -           | -           | 20     | 0      |
| gen.-giu. 2019    | Barcellona        | PD                | 2          | 0          | CR              | 2               | 0               | UCL                | 0                  | 0                  | SS          | 0           | 0           | 4      | 0      |
| 2019-gen. 2020    | Sampdoria         | A                 | 10         | 0          | CI              | 2               | 0               | -                  | -                  | -                  | -           | -           | -           | 12     | 0      |
| gen.-giu. 2020    | Celta Vigo        | PD                | 18         | 1          | CR              | 0               | 0               | -                  | -                  | -                  | -           | -           | -           | 18     | 1      |
| 2020-2021         | Celta Vigo        | PD                | 24         | 1          | CR              | 1               | 0               | -                  | -                  | -                  | -           | -           | -           | 25     | 1      |
| ago. 2021         | Sampdoria         | A                 | 0          | 0          | CI              | 1               | 0               | -                  | -                  | -                  | -           | -           | -           | 1      | 0      |
| 2021-2022         | Celta Vigo        | PD                | 19         | 0          | CR              | 3               | 0               | -                  | -                  | -                  | -           | -           | -           | 22     | 0      |
| Totale Celta Vigo | Totale Celta Vigo | Totale Celta Vigo | 61         | 2          |                 | 4               | 0               |                    | -                  | -                  |             | -           | -           | 65     | 2      |
| 2022-2023         | Sampdoria         | A                 | 20         | 0          | CI              | 2               | 0               | -                  | -                  | -                  | -           | -           | -           | 22     | 0      |
| Totale Sampdoria  | Totale Sampdoria  | Totale Sampdoria  | 30         | 0          |                 | 5               | 0               |                    | -                  | -                  |             | -           | -           | 35     | 0      |
| 2023-2024         | Al-Shamal         | QSL               | 19         | 0          | QSC+EQC         | 2+1             | 0+0             | -                  | -                  | -                  | -           | -           | -           | 22     | 0      |
| 2024-2025         | Al-Shamal         | QSL               | 8          | 0          | QSC+EQC         | 2+0             | 0+0             | -                  | -                  | -                  | -           | -           | -           | 10     | 0      |
| Totale Al Shamal  | Totale Al Shamal  | Totale Al Shamal  | 27         | 0          |                 | 5               | 0               |                    | -                  | -                  |             | -           | -           | 32     | 0      |
| Totale carriera   | Totale carriera   | Totale carriera   | 342        | 13         |                 | 28              | 2               |                    | 6                  | 0                  |             | 0           | 0           | 376    | 15     |

### Cronologia presenze e reti in nazionale
| Cronologia completa delle presenze e delle reti in nazionale ― Colombia | Cronologia completa delle presenze e delle reti in nazionale ― Colombia | Cronologia completa delle presenze e delle reti in nazionale ― Colombia | Cronologia completa delle presenze e delle reti in nazionale ― Colombia | Cronologia completa delle presenze e delle reti in nazionale ― Colombia | Cronologia completa delle presenze e delle reti in nazionale ― Colombia | Cronologia completa delle presenze e delle reti in nazionale ― Colombia | Cronologia completa delle presenze e delle reti in nazionale ― Colombia |
| Data                                                                    | Città                                                                   | In casa                                                                 | Risultato                                                               | Ospiti                                                                  | Competizione                                                            | Reti                                                                    | Note                                                                    |
| ----------------------------------------------------------------------- | ----------------------------------------------------------------------- | ----------------------------------------------------------------------- | ----------------------------------------------------------------------- | ----------------------------------------------------------------------- | ----------------------------------------------------------------------- | ----------------------------------------------------------------------- | ----------------------------------------------------------------------- |
| 10-10-2014                                                              | New Jersey                                                              | Colombia                                                                | 3 – 0                                                                   | El Salvador                                                             | Amichevole                                                              | -                                                                       | 61’                                                                     |
| 14-10-2014                                                              | New Jersey                                                              | Canada                                                                  | 0 – 1                                                                   | Colombia                                                                | Amichevole                                                              | -                                                                       | 86’                                                                     |
| 14-11-2014                                                              | Londra                                                                  | Stati Uniti                                                             | 1 – 2                                                                   | Colombia                                                                | Amichevole                                                              | -                                                                       |                                                                         |
| 18-11-2014                                                              | Lubiana                                                                 | Slovenia                                                                | 0 – 1                                                                   | Colombia                                                                | Amichevole                                                              | -                                                                       | 37’                                                                     |
| 26-3-2015                                                               | Riffa                                                                   | Bahrein                                                                 | 0 – 6                                                                   | Colombia                                                                | Amichevole                                                              | -                                                                       | 46’                                                                     |
| 6-6-2015                                                                | Buenos Aires                                                            | Colombia                                                                | 1 – 0                                                                   | Costa Rica                                                              | Amichevole                                                              | -                                                                       | 46’                                                                     |
| 14-6-2015                                                               | Rancagua                                                                | Colombia                                                                | 0 – 1                                                                   | Venezuela                                                               | Coppa America 2015 - 1º turno                                           | -                                                                       |                                                                         |
| 17-6-2015                                                               | Santiago del Cile                                                       | Brasile                                                                 | 0 – 1                                                                   | Colombia                                                                | Coppa America 2015 - 1º turno                                           | 1                                                                       |                                                                         |
| 21-6-2015                                                               | Temuco                                                                  | Colombia                                                                | 0 – 0                                                                   | Perù                                                                    | Coppa America 2015 - 1º turno                                           | -                                                                       |                                                                         |
| 26-6-2015                                                               | Viña del Mar                                                            | Argentina                                                               | 0 – 0 (5 – 4 dtr)                                                       | Colombia                                                                | Coppa America 2015 - Quarti di finale                                   | -                                                                       |                                                                         |
| 8-9-2015                                                                | Harrison                                                                | Colombia                                                                | 1 – 1                                                                   | Perù                                                                    | Amichevole                                                              | -                                                                       |                                                                         |
| 8-10-2015                                                               | Barranquilla                                                            | Colombia                                                                | 2 – 0                                                                   | Perù                                                                    | Qual. Mondiali 2018                                                     | -                                                                       |                                                                         |
| 13-10-2015                                                              | Montevideo                                                              | Uruguay                                                                 | 3 – 0                                                                   | Colombia                                                                | Qual. Mondiali 2018                                                     | -                                                                       | 36’                                                                     |
| 12-11-2015                                                              | Santiago del Cile                                                       | Cile                                                                    | 1 – 1                                                                   | Colombia                                                                | Qual. Mondiali 2018                                                     | -                                                                       |                                                                         |
| 17-11-2015                                                              | Barranquilla                                                            | Colombia                                                                | 0 – 1                                                                   | Argentina                                                               | Qual. Mondiali 2018                                                     | -                                                                       |                                                                         |
| 24-3-2016                                                               | La Paz                                                                  | Bolivia                                                                 | 2 – 3                                                                   | Colombia                                                                | Qual. Mondiali 2018                                                     | -                                                                       |                                                                         |
| 29-5-2016                                                               | Miami                                                                   | Colombia                                                                | 3 – 1                                                                   | Haiti                                                                   | Amichevole                                                              | -                                                                       | 61’                                                                     |
| 3-6-2016                                                                | Santa Clara                                                             | Stati Uniti                                                             | 0 – 2                                                                   | Colombia                                                                | Coppa America Centenario - 1º turno                                     | -                                                                       |                                                                         |
| 7-6-2016                                                                | Pasadena                                                                | Colombia                                                                | 2 – 1                                                                   | Paraguay                                                                | Coppa America Centenario - 1º turno                                     | -                                                                       | 45+4’                                                                   |
| 17-6-2016                                                               | East Rutherford                                                         | Perù                                                                    | 0 – 0 (2 – 4 dtr)                                                       | Colombia                                                                | Coppa America Centenario - Quarti di finale                             | -                                                                       |                                                                         |
| 22-6-2016                                                               | Chicago                                                                 | Colombia                                                                | 0 – 2                                                                   | Cile                                                                    | Coppa America Centenario - Semifinale                                   | -                                                                       |                                                                         |
| 25-6-2016                                                               | Glendale                                                                | Stati Uniti                                                             | 0 – 1                                                                   | Colombia                                                                | Coppa America Centenario - Finale 3º posto                              | -                                                                       | 13’                                                                     |
| 1-9-2016                                                                | Barranquilla                                                            | Colombia                                                                | 2 – 0                                                                   | Venezuela                                                               | Qual. Mondiali 2018                                                     | -                                                                       |                                                                         |
| 7-9-2016                                                                | Manaus                                                                  | Brasile                                                                 | 2 – 1                                                                   | Colombia                                                                | Qual. Mondiali 2018                                                     | -                                                                       |                                                                         |
| 16-11-2016                                                              | San Juan                                                                | Argentina                                                               | 3 – 0                                                                   | Colombia                                                                | Qual. Mondiali 2018                                                     | -                                                                       |                                                                         |
| 11-9-2018                                                               | East Rutherford                                                         | Argentina                                                               | 0 – 0                                                                   | Colombia                                                                | Amichevole                                                              | -                                                                       |                                                                         |
| 12-10-2018                                                              | Tampa                                                                   | Stati Uniti                                                             | 2 – 4                                                                   | Colombia                                                                | Amichevole                                                              | -                                                                       |                                                                         |
| 19-11-2019                                                              | Harrison                                                                | Ecuador                                                                 | 0 – 1                                                                   | Colombia                                                                | Amichevole                                                              | -                                                                       | 46’                                                                     |
| 13-10-2020                                                              | Santiago del Cile                                                       | Cile                                                                    | 2 – 2                                                                   | Colombia                                                                | Qual. Mondiali 2022                                                     | -                                                                       |                                                                         |
| 13-11-2020                                                              | Barranquilla                                                            | Colombia                                                                | 0 – 3                                                                   | Uruguay                                                                 | Qual. Mondiali 2022                                                     | -                                                                       |                                                                         |
| 17-11-2020                                                              | Quito                                                                   | Ecuador                                                                 | 6 – 1                                                                   | Colombia                                                                | Qual. Mondiali 2022                                                     | -                                                                       | 54’                                                                     |
| Totale                                                                  |                                                                         | Presenze                                                                | 31                                                                      |                                                                         | Reti                                                                    | 1                                                                       |                                                                         |

## Palmarès

### Club
- Campionato spagnolo: 1

Barcellona: 2018-2019